# ダイニュートロン
ダイニュートロン（Dineutron）は、2つの中性子から構成される仮想的な粒子であり、核反応においてヘリウム原子核から生成し、一時的に存在することが示唆されている。他の原子核や陽子と衝突し、原子番号は変えないが、質量数を2つ増加させる。また、2中性子が芯核の周りに中性子ハローを形成するボロミアン核で、その二中性子が独立ではなくダイニュートロンが回ると言えるダイニュートロン相関が見られることがある。
2つの中性子だけからなる系は結合を作らないが、それに極めて近い状態を作るだけの相互作用はある。これは、宇宙の元素合成と元素の存在量にいくつかの結果をもたらしている。